# 원지천
원지천(院趾川)은 서울특별시 서초구 원지동 옥녀봉에서 발원하여 여의천으로 흘러드는 하천이다.